# ساندرو گائوچو (بازیکن فوتبال، زاده ۱۹۷۴)
ساندرو گائوچو (پرتغالی: Sandro Gaúcho؛ زادهٔ ۱۹ مهٔ ۱۹۷۴) بازیکن فوتبال اهل برزیل بود.
از باشگاه‌هایی که در آن بازی کرده است می‌توان به باشگاه فوتبال مایا، باشگاه فوتبال گرمیو، باشگاه فوتبال فولاد خوزستان، باشگاه فوتبال صنعت نفت آبادان، باشگاه فوتبال بیرامار، و باشگاه فوتبال بلننسس اشاره کرد.